# Closed-circuit television
Closed-circuit television (CCTV) is een benaming voor een beeldverbinding over een gesloten circuit of netwerk. Of anders gezegd, televisie over een gesloten verbinding. Daarmee wordt bedoeld dat de televisiebeelden (of camerabeelden) niet publiekelijk uitgezonden worden of te ontvangen zijn; er is in principe sprake van een absolute controle of afgrenzing van de ontvangstpunten of toeschouwers.

## Benaming
De term stamt uit de tijd dat televisieprogramma's nog via de ether werden uitgezonden en op die manier in alle huishoudens te ontvangen waren, en nog vóór de opkomst van het kabeltelevisienetwerk waarop tegenwoordig vrijwel alle huishoudens zijn aangesloten. In het laatste geval is echter de benaming "open-circuit television" meer van toepassing, omdat wanneer televisiebeelden eenmaal op zo'n distributienetwerk worden verspreid, er geen absolute controle meer bestaat over verdere verspreiding van die televisiebeelden.
Tegenwoordig kunnen draadloze beeldverbindingen door bijvoorbeeld encryptie dusdanig beveiligd worden, dat dan ook in die gevallen gesproken kan worden van een gesloten circuit of verbinding, dus closed-circuit television, waarbij dan in de praktijk vaak wel sprake is van een draadloze verbinding over korte afstand (zie voorbeelden hieronder), al hoeft dat niet per se.

## Varianten
Closed-circuit television bestaat in verschillende verbindingsvarianten:
- Enkele bron (camera) naar enkele ontvangstlocatie (monitor of tv-scherm) - point-to-point.
- Enkele bron naar meerdere ontvangstlocaties - point-to-multipoint.
- Meerdere bronnen naar een enkele ontvangstlocatie - multipoint-to-point.
- Meerdere bronnen naar meerdere ontvangstlocaties - multipoint-to-multipoint of mesh (toegepast in geval van bijvoorbeeld cameratoezicht met meerdere observatie- of meldkamers).

## Toepassingen en voorbeelden
Hieronder volgt een niet-uitputtende lijst van toepassingen en voorbeelden van het gebruik van CCTV:
- Campus TV: dit is vooral een Amerikaans verschijnsel, waarbij televisieprogramma's worden gemaakt en uitgezonden over een gesloten televisienetwerk in scholen of universiteiten (onderwijsgebouwen en studentenhuisvesting).
- (Kabelkrant-)informatiesystemen, bijvoorbeeld in ziekenhuizen, congrescentra, bioscopen, gerechtsgebouwen, vliegvelden en dergelijke om bezoekers en gebruikers van informatie te voorzien.
- Achteruitrij- en/of dodehoekcamera's in voertuigen.
- Cameratoezicht en camerabewaking.
- Een informatiekanaal op televisies in hotelkamers is ook een vorm van CCTV.
- Procesbewaking van productieprocessen met behulp van camerabeelden (van delen) van de proceslijn door procesoperators in bijvoorbeeld fabrieken;
  - Een variant: cameratoezicht in ruimten die voor de mens tijdens het in bedrijf zijn van de installatie voor mensen niet toegankelijk of veilig zijn, zoals ruimten in energiecentrales.
- Deurbel- of intercomsystemen met een beeldverbinding; hiervan bestaan ook draadloze varianten.
- Medische toepassingen zoals interne diagnostiek en (kijk)operaties en (onder meer endoscopie, laparoscopie en de Da Vinci-operatierobot).